# Ursinija
Ursinija (lat. Ursinia), rod glavočika smješten u vlastiti podtribus Ursiniinae. Sastoji se od četrdesetak vrsta jednogodišnjeg raslinja, vazdazelenih trajnica i polugrmova iz Afrike.

## Vrste
1. Ursinia abrotanifolia Spreng.
2. Ursinia alpina N.E.Br.
3. Ursinia anethoides N.E.Br.
4. Ursinia anthemoides (L.) Poir.
5. Ursinia arida Magee & Mucina
6. Ursinia brachyloba N.E.Br.
7. Ursinia cakilefolia DC.
8. Ursinia caledonica (E.Phillips) Prassler
9. Ursinia calenduliflora (DC.) N.E.Br.
10. Ursinia chrysanthemoides Harv.
11. Ursinia coronopifolia N.E.Br.
12. Ursinia dentata Poir.
13. Ursinia discolor N.E.Br.
14. Ursinia dregeana N.E.Br.
15. Ursinia eckloniana N.E.Br.
16. Ursinia filipes N.E.Br.
17. Ursinia frutescens Dinter
18. Ursinia glandulosa Magee & Boatwr.
19. Ursinia heterodonta N.E.Br.
20. Ursinia hispida N.E.Br.
21. Ursinia macropoda N.E.Br.
22. Ursinia merxmuelleri Prassler
23. Ursinia montana DC.
24. Ursinia nana DC.
25. Ursinia nudicaulis N.E.Br.
26. Ursinia odorata Spreng.
27. Ursinia oreogena Schltr. ex Prassler
28. Ursinia paleacea Moench
29. Ursinia pilifera Gaertn.
30. Ursinia pinnata (Thunb.) Prassler
31. Ursinia punctata (Thunb.) N.E.Br.
32. Ursinia pygmaea DC.
33. Ursinia quinquepartita N.E.Br.
34. Ursinia rigidula N.E.Br.
35. Ursinia saxatilis N.E.Br.
36. Ursinia scariosa Poir.
37. Ursinia sericea N.E.Br.
38. Ursinia serrata Spreng.
39. Ursinia speciosa DC.
40. Ursinia subflosculosa (DC.) Prassler
41. Ursinia tenuifolia (L.) Poir.
42. Ursinia tenuiloba DC.
43. Ursinia trifida N.E.Br.